# Léon (évêque)
Pour les articles homonymes, voir Léon.
Léon (en latin : Leo), est le treizième évêque de Tours, au VIe siècle. 

## Biographie
Léon était abbé de Saint-Martin lorsqu'il fut sacré évêque en 526. Selon Grégoire de Tours, Léon, habile en charpente, bâtit des tours à toit doré et montra son habileté dans beaucoup d'autres ouvrages.
Léon ne siégea que six ou sept mois. Il mourut en 527 et fut enseveli dans la basilique de Saint-Martin.
Il eut pour successeur Francille.

### Source primaire
- Grégoire de Tours, Histoire des Francs, Livre X